# Vi nấm

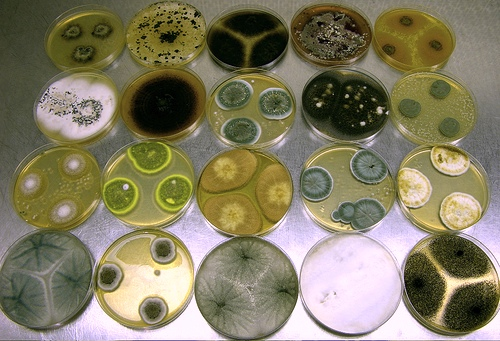
Một số chủng nấm, bao gồm Penicillium và Aspergillus, được nuôi cấy trên đĩa petri

Vi nấm là vi sinh vật thuộc giới Nấm, sinh sản bằng nhiều hình thức (vô tính hoặc lưỡng tính): sợi, bào tử và có thành tế bào chứa chitin (kitin), một loại polymer nhóm N-acetylglucosamine. Về mặt phân loại học, vi nấm là một nhóm do con người đặt ra và một nhóm phân loại cận ngành. Điểm khác biệt duy nhất của vi nấm với nấm thông thường  là chúng không có cơ thể quá lớn, cấu tạo đa bào. Vi nấm có mặt khắp mọi nơi, cả ở môi trường trên cạn và dưới nước, và thường tìm thấy trên thực vật, đất, nước, côn trùng, gia súc, tóc và da.
Cơ thể của vi nấm thường gồm những sợi kéo dài, gọi là sợi nấm (hyphae), lan ra trên bề mặt mà chúng bám vào. Thể sợi tạo ra các bào tử, được phát tán nhờ gió, lây lan nấm ra các bề mặt, sinh vật khác
Nhiều loại vi nấm là có lợi, chẳng hạn như làm sinh vật phân giải trong đất, phần lớn không thể nhìn thấy bằng mắt thường. Hàng ngàn loài vi nấm được tìm thấy trong địa y, một dạng cộng sinh giữa nấm và tảo. Tuy nhiên cũng có một số loài nấm có hại, chẳng hạn như Penicillium, Aspergillus và Neurospora được phát hiện là những loại nấm mốc làm hỏng trái cây và bánh mì.
Một số loài vi nấm còn có giá trị thương mại. Các chủng nấm Penicillium được sử dụng trong sản xuất pho mát xanh và là nguồn gốc của kháng sinh nổi tiếng penicillin, được phát hiện bởi Alexander Fleming vào năm 1928. Một loại vi nấm khác là Fusarium venenatum được sử dụng để sản xuất thịt nhân tạo có chứa protein đơn bào (những sản phẩm có chứa protein có nguồn gốc từ nấm còn được gọi là mycoprotein).

## Gây hại

### Về sức khỏe

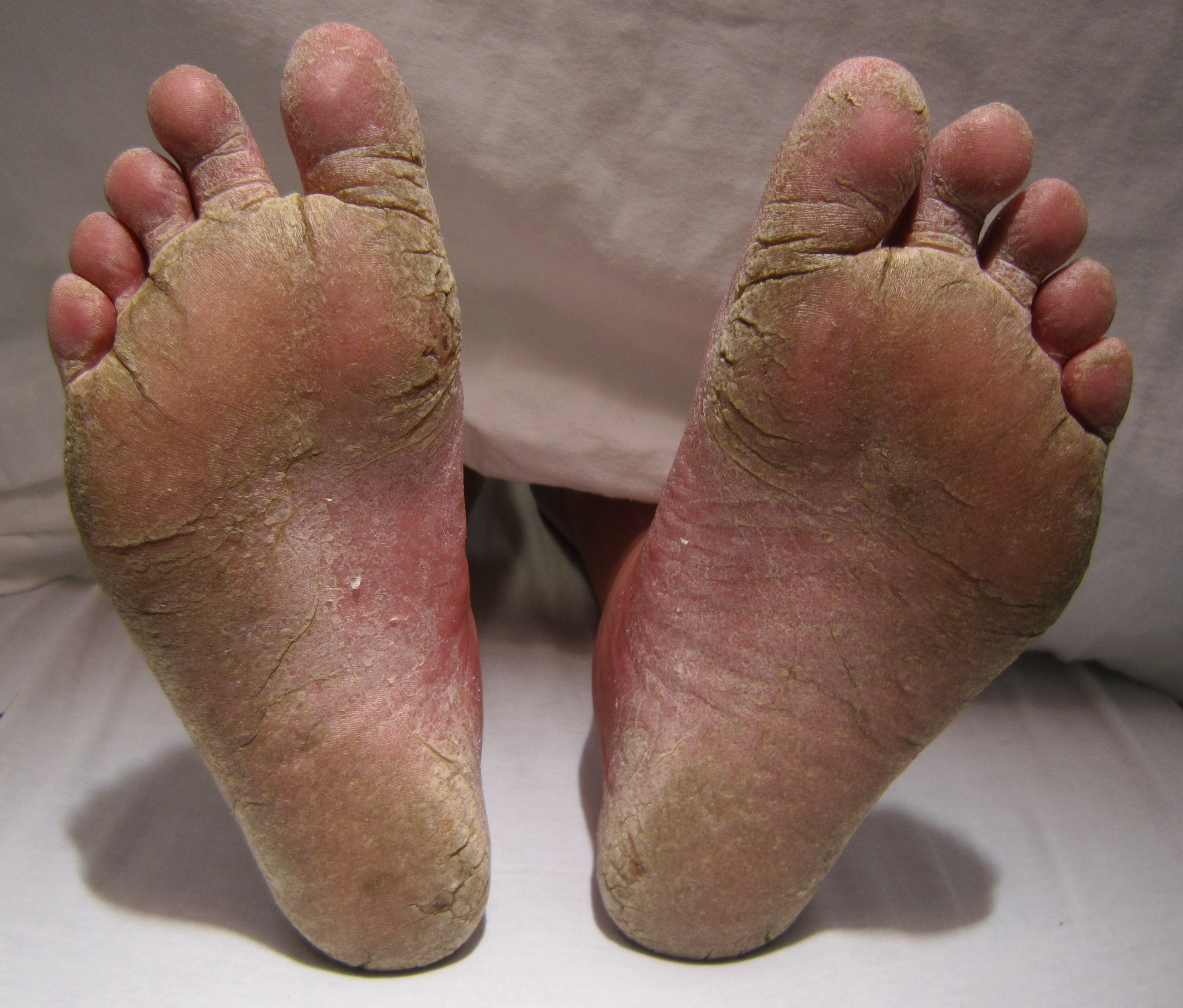
Bệnh viêm nấm ở chân vận động viên hay tinea pedis.

Một số bệnh có thể gây bởi vi nấm có thể kể đến như bệnh nhiễm nấm thông thường, bệnh viêm da chân của vận động viên, bệnh nấm da và bệnh nhiễm nấm Candida (thường gặp ở âm đạo).

### Về nông nghiệp
Nấm có thể gây bệnh cho cây trồng, mức độ từ nhẹ cho đến nghiêm trọng, kéo theo đó là ảnh hưởng về kinh tế và y tế. Các loài nhóm Botrytis cinerea (mốc xám) có hại các loại cây trồng họ nho.
Một trong số những thiệt hại lớn nhất do vi nấm có thể gây ra phải kể đến Phytophthora infestans (mốc sương). Chúng làm mục nát các loại khoai tây trong nhiều năm và được cho là gây nên Nạn đói lớn ở Ireland vào thế kỷ 19, khiến khoảng một triệu người thiệt mạng. Loại nấm này cũng từng được Mỹ, Liên Xô cũng như một số nước khác nghiên cứu để tạo nên vũ khí sinh học.

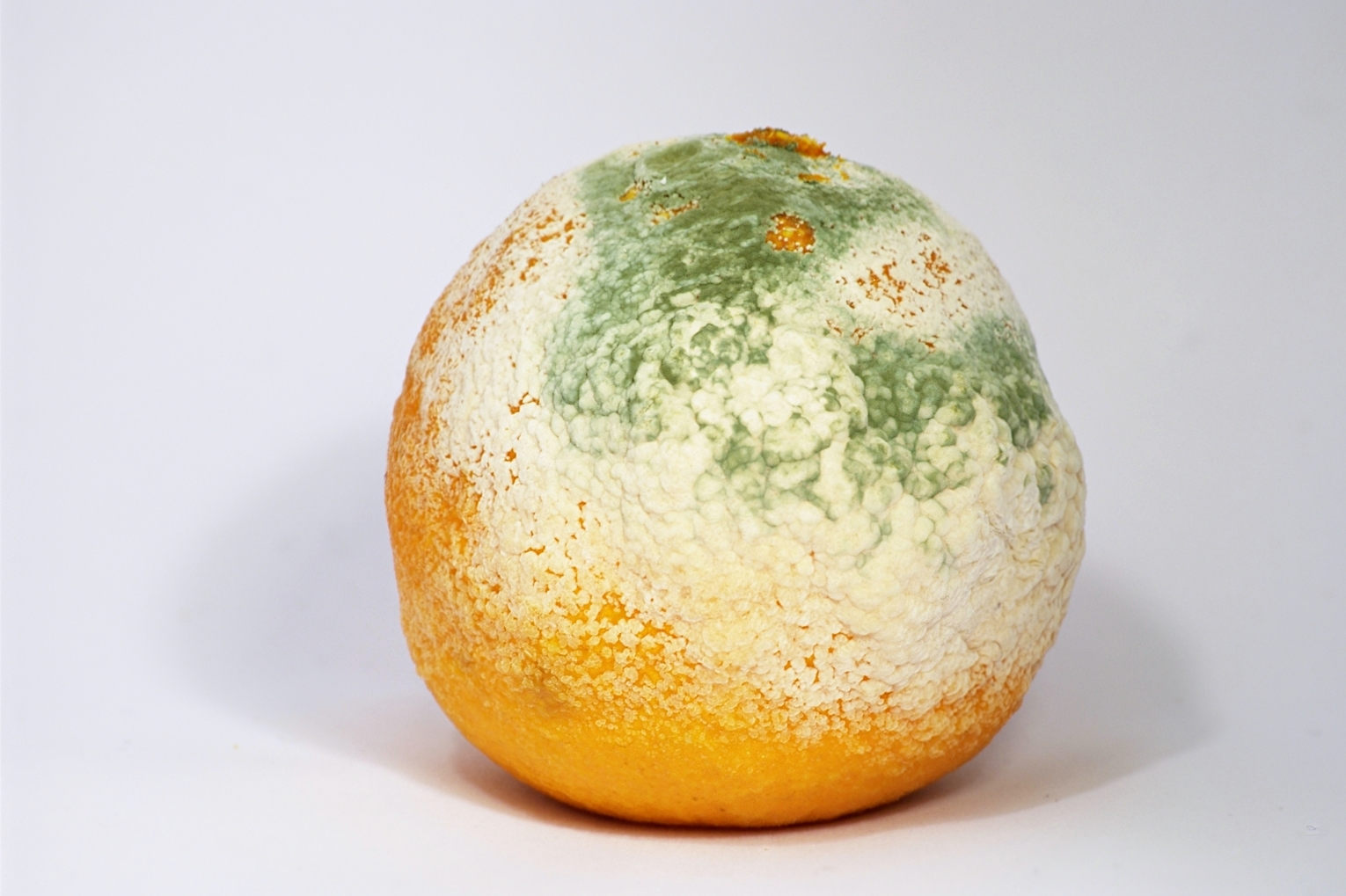
Các loại mốc phá hoại thực phẩm không phải là hình ảnh hiếm gặp.

Bệnh cây du Hà Lan, đã tàn phá khắp châu Âu và Bắc Mỹ trong 50 năm qua, là do các loài của chi Ophiostoma. Bệnh đạo ôn, một loại bệnh phá hoại ngũ cốc như gạo, lúa mì và kê, được gây ra bởi nấm Pyricularia oryzae. Trong môi trường xây dựng, loại nấm Stachybotrys chartarum (mốc đen) làm hỏng các bức tường, trần nhà và đồ đạc ẩm ướt.

## Đa dạng
Tại Hoa Kỳ, khoảng 13.000 loài nấm kí sinh trên thực vật hoặc cộng sinh được cho là đang tồn tại. Các mẫu vật của được lưu trữ trong Bộ sinh vật Nấm Quốc gia tại Hoa Kỳ và các tổ chức khác đóng vai trò là nơi chứa thông tin và tài liệu về nấm của quốc gia. Dựa trên số lượng loài được báo cáo trong tài liệu và những loài được thể hiện trong các bộ sưu tập; số lượng vi sinh vật được biết đến ở Hoa Kỳ ước tính khoảng 29.000 loài. Ở nhiều khu vực trên thế giới, nấm đã được nghiên cứu kỹ, tỉ lệ với thực vật là 6/1. Điều này cho thấy có thể có tới 120.000 loài nấm ở Hoa Kỳ xấp xỉ 1,5 triệu loài trên toàn thế giới.